# Telatrygon acutirostra
Telatrygon acutirostra is een vis uit de familie van pijlstaartroggen (Dasyatidae).